# Zincha
Zincha fue la mascota de la Copa América Chile 2015, y su elección fue el 17 de noviembre de 2014 mediante votación telefónica en Chile.

## Características

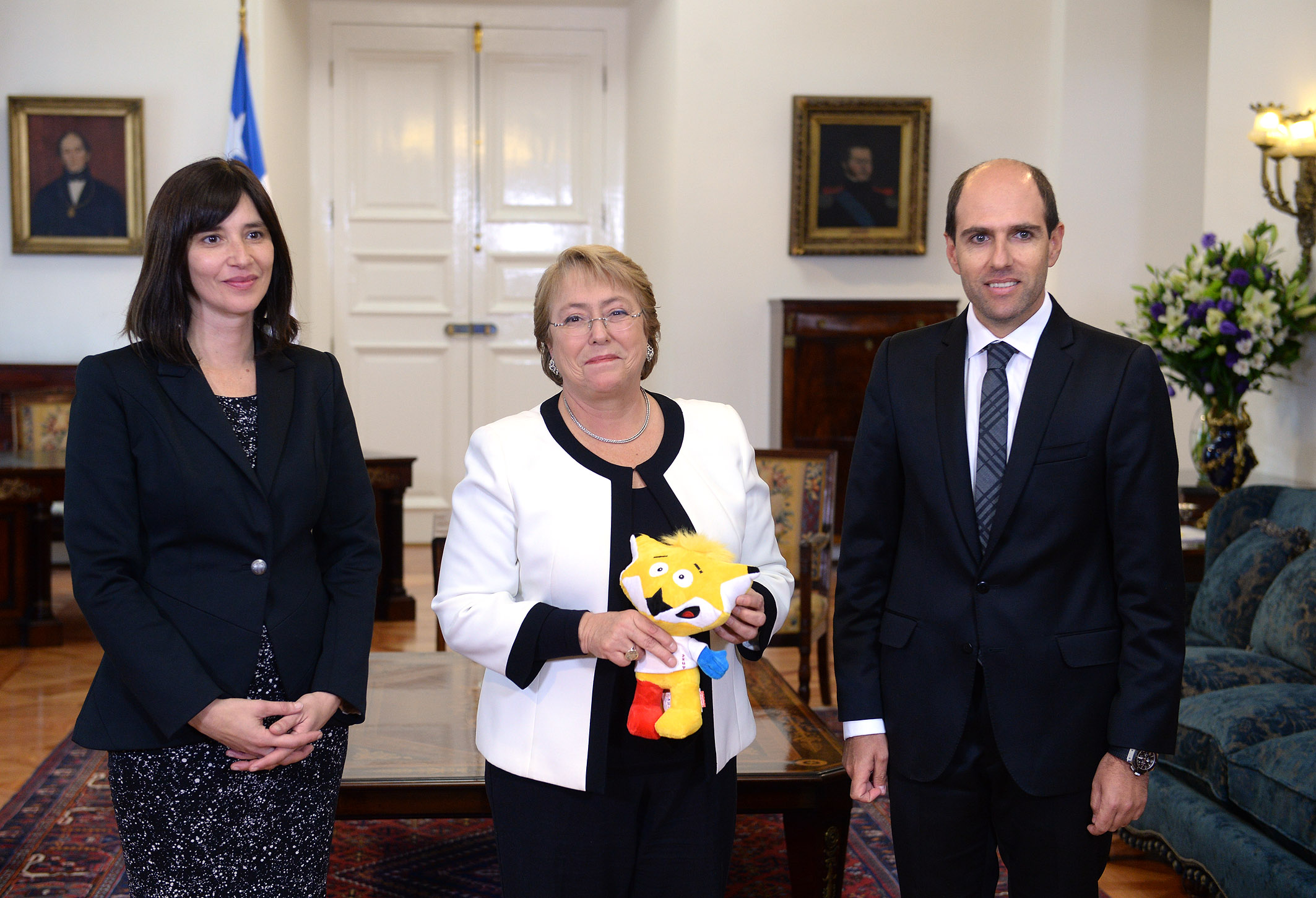
Sergio Jadue entregándole un peluche de Zincha a la presidenta Michelle Bachelet.

Zincha era un zorro culpeo, cánido que habita en todo Chile y varios lugares de Sudamérica, en particular en los países que rodea la Cordillera de los Andes. Tenía un peculiar color naranja y extremidades de tono azul y rojo, además de característicos diseños en el cuerpo que hacen alusión a la cultura indígena de Chile, como todos los diseños de la Copa América Chile 2015. El nombre Zincha hace referencia al apócope de las palabras "Zorro" e "Hincha".
La mascota poseía características que representan al hincha del fútbol alegre, carismático y vivaz.

## Votación telefónica
El nombre de la mascota de la Copa América 2015 fue una votación dividida en tres nombres: Zincha, Kul y Andi. La mayoría de los votos favorecieron a Zincha dejando sin oportunidad a Kul y Andi.